# 코스모스퀘어역
코스모스퀘어역(일본어: コスモスクエア駅, コスモスクエアえき)은 오사카부 오사카시 스미노에구에 있는 철도역이다.

## 이용 가능 철도 노선
- 오사카시 고속 전기궤도
  - ■ 주오선
  - ■ 난코 포트타운선

## 타는 곳

### 주오선
| 1 | ■ 주오선  | 오사카항·혼마치·모리노미야·나가타·이코마·갓켄나라토미가오카 방면 |
| 2 | ■ 주오 선 | 유메시마 방면                                                    |

### 난코 포트타운선
| 3 | ■ 난코 포트타운선 | 나카후토·스미노에코엔 방면 |
| 4 | ■ 난코 포트타운선 | 나카후토·스미노에코엔 방면 |

## 역세권 정보
- 코스모스퀘어 해양 녹지
- 오사카시 해양박물관
- 모리노미야 의료 대학
- Zepp Osaka
- 오사카 입국 관리국
- 오사카항

## 역사
- 1997년 12월 18일: 지하철 주오선, 뉴트램 난코 포트타운선 동시에 영업 개시. 오사카항 교통 시스템(Osaka Port Transport System Co., Ltd., OTS)에서 운영함.
- 2005년 7월 1일: 오사카시 교통국에 이관됨.

## 인접역
| ■ 오사카 메트로 주오선          | ■ 오사카 메트로 주오선 | ■ 오사카 메트로 주오선                  |
| ------------------------------- | ---------------------- | --------------------------------------- |
| C10 유메시마 유메시마 방면      |                        | C11 오사카항 나가타 방면                |
| ■ 오사카 메트로 난코 포트타운선 |                        |                                         |
| 시·종착역                       |                        | P10 트레이드 센터마에 스미노에코엔 방면 |

## 같이 보기
- 오사카항 국제페리터미널(大阪港国際フェリーターミナル)
- 팬스타 크루즈(PanStar Cruise)
- 부산국제여객터미널